# Silver (Manitoba)
Pour les articles homonymes, voir Silver.
Silver est un hameau du Manitoba située dans la municipalité rurale d'Armstrong dans la région d'Interlake à 75 miles au nord de Winnipeg.
Silver est situé au centre de la ligne de chemin de fer reliant Winnipeg à Arborg.